# Stig Fredriksson
Stig Fredriksson (Sorsele, 6 marzo 1956) è un ex calciatore svedese, di ruolo difensore.

## Carriera
In carriera vinse con il Göteborg 2 Coppe UEFA (1982, 1987) e 4 campionati svedesi.

## Palmarès

### Club

#### Competizioni nazionali
- Campionato svedese: 4

Göteborg: 1982, 1983, 1984, 1987
- Coppa di Svezia: 2

Göteborg: 1982, 1983

#### Competizioni internazionali
- Coppa UEFA: 2

Göteborg: 1981-1982, 1986-1987